# Jeanne Mandello

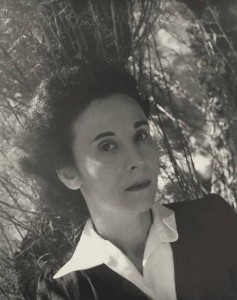
Jeanne Mandello, Selbstporträt, Uruguay, um 1948

Jeanne Mandello, auch Jeanne Mandello de Bauer, (geboren 18. Oktober 1907 in Frankfurt am Main als Johanna Mandello; gestorben 17. Dezember 2001 in Barcelona) war eine in Deutschland geborene Fotografin. Unter dem Eindruck der Judenverfolgung im sich festigenden Nationalsozialismus emigrierte sie 1934 nach Paris und fand 1941 in Montevideo Zuflucht. Sie ließ sich 1959 in Barcelona nieder.
Ihr Werk umfasst Porträts, Akte und Architekturaufnahmen, Straßenszenen und abstrakte Detailstudien sowie Werbe- und Modefotografie. Das meiste Bildmaterial ihres frühen Schaffens wurde geplündert oder zerstört. In Deutschland war sie lange vergessen und wird seit 2014 als eine der Fotokünstlerinnen des 20. Jahrhunderts wiederentdeckt, die gestalterisch mit experimentellen Techniken der analogen Schwarzweißfotografie arbeiteten.

## Leben

### Frankfurt, Berlin
Jeanne Mandello wuchs als Johanna Mandello mit ihrer neun Jahre älteren Schwester Helene in einer kunstliebenden, säkularen jüdischen Familie in Frankfurt am Main auf. Ihre Mutter, Amalia Margarethe Mandello, geborene Seligsohn, war Kindergärtnerin und starb, als Johanna 14 Jahre alt war. Ihr Vater, Hermann Mandello, war bis 1934 Direktor des Kaufhauses Wronker (später Hansa). Ihr Großvater Heinrich Mandello hatte in Paris Kunst studiert und arbeitete als Maler und Fotograf. Sie besuchte die höhere Elisabethen-Mädchenschule und begann nach ihrem Abitur 1925 eine Ausbildung an einer Hauswirtschaftsschule, die sie ein Jahr später abbrach.
Sie nahm 1926 in Berlin ein Studium der Fotografie an der Lette-Schule auf. In einer Zeit, als es für eine Frau schwierig war, als Künstlerin Aufmerksamkeit zu bekommen, öffnete die Fotografie einen Weg in die Kunstwelt. Beflügelt vom Geist der Freiheit im Berlin der Zwanziger Jahre, die sich Frauen im Zuge der Frauenbewegung erobert hatten, besuchte sie Theateraufführungen, Konzerte, Ausstellungen und entschied sich nach dem Vorbild der „neuen Frau“ wie die Fotografinnen Grete Stern und Ellen Auerbach Hosen und kurze Haare zu tragen. 1927 unterbrach sie das Studium, um im Atelier von Paul Wolff und Alfred Tritschler in Frankfurt am Main ein Praktikum zu absolvieren. Bei Wolff lernte sie mit einer Leica zu fotografieren. Zurück in Berlin, belegte sie ab 1928 wieder Kurse im Lette-Haus und beendete ihr Studium mit einer Gesellenprüfung vor der Handwerkskammer mit „sehr gut“. Sie besaß bereits eine Leica-Kleinbildkamera, mit der sie Porträts, Landschaftsaufnahmen und Alltagsszenen fotografierte. Im Haus ihrer Eltern in Frankfurt richtete sie 1929 ihr eigenes Fotostudio ein, in dem sie mit der Fotografin Nathalie von Reuter, einer Freundin und früheren Mitschülerin, zusammenarbeitete.
Im Dezember 1933 heiratete sie den in Fulda geborenen Arno Grünebaum (1905–1990), der wie sie jüdischer Herkunft war. Er hatte fotografische Techniken in Paris erlernt. Als sie sich kennenlernten, war er als Handelsvertreter für eine Uhrenfirma tätig. Unter ihrer Anleitung machte er die Fotografie zu seinem Hauptberuf. Im Bewusstsein der Judenverfolgung, die nach der „Machtergreifung“ durch die Nationalsozialisten einsetzte, verließen sie im Januar 1934 Deutschland. Jeanne Mandello interessierte sich für Modefotografie, und so entschieden sie sich, nach Paris zu emigrieren.

### Exil in Paris
In Paris änderte Jeanne Mandello ihren Vornamen Johanna in die französische Form Jeanne. Beruflich spezialisierte sich das Ehepaar auf Werbe- und Porträtfotografie und etablierte sich in der Modefotografie. Sie meldeten 1937 ihr gemeinsames Atelier in der Rue d’Armaillé 10 im 17. Pariser Arrondissement unter dem Namen Studio Mandello beim Handelsregister an. Mandello bekam Aufträge von Magazinen wie Vogue und Harper’s Bazaar, fotografierte für Modehäuser, darunter Chanel, Balenciaga und Lanvin. 1938 arbeiteten sie gelegentlich mit dem Fotografen Hermann Landshoff zusammen, der ebenfalls aus Nazideutschland geflohen war.
Mit Beginn des Zweiten Weltkriegs 1939 galten die aus Deutschland stammenden Flüchtlinge in der Französischen Republik als „étranger indésirable“ (unerwünschte Ausländer), und Arno Grünebaum wurde in einem Lager in Montargis interniert. Um dem zu entkommen, meldete er sich zur Fremdenlegion und wurde Anfang 1940 in Saida in Algerien stationiert und nach dem Waffenstillstand 1940 nach Vichy-Frankreich entlassen. Nach dem 13. Mai 1940 musste Jeanne Mandello wie alle deutschen Frauen in Paris das Sammellager Vélodrome d’Hiver aufsuchen und wurde von dort wahrscheinlich ins Internierungslager Camp de Gurs verbracht. Sie durfte nur 14 Kilo Gepäck mitnehmen und ließ ihre Kameraausrüstung, die archivierten Arbeiten und Negative zurück. Nach dem Waffenstillstand vom 22. Juni 1940 kam sie nach eigener Auskunft in Dognen im Département Pyrénées-Atlantiques bei einer älteren Frau unter. Das Deutsche Reich entzog ihr am 28. Oktober 1940 die deutsche Staatsbürgerschaft. Über das Rote Kreuz fanden Jeanne Mandello und Arno Grünebaum wieder zusammen, sie kehrten nicht mehr nach Paris zurück.

### Flucht nach Uruguay
Unter dem Vichy-Regime waren Juden auch in Frankreich nicht mehr sicher. Jeanne Mandellos nach Argentinien geflohener Onkel Richard Seligsohn riet seiner Nichte, sich um die Ausreise nach Argentinien oder Uruguay zu bemühen. Am 15. März 1941 erhielt das Ehepaar vom Département Basses-Pyrénées einen Passierschein, der sie zur Ausreise berechtigte. Über ihren Onkel bekamen sie ein Einreisevisum für Uruguay, eine Schiffspassage von Bilbao nach Montevideo und Geld. Sie verließen Frankreich und gingen im Mai an Bord der Cabo de Buena Esperanza. Nach einer vierwöchigen Schiffsreise erreichten sie zusammen mit Hunderten anderen Flüchtlingen den Hafen von Montevideo. Am 15. Juli 1941 bekam das Ehepaar die Aufenthaltsgenehmigung für Uruguay. Während des Zweiten Weltkrieges lebten in Uruguay um die 10.000 deutschsprachige Emigranten, die meisten von ihnen Juden. Jeanne Mandello erinnerte sich später, dass sie noch nie so freundliche und hilfsbereite Menschen erlebt hatte wie die uruguayische Bevölkerung.
In Montevideo begann sie wieder zu fotografieren. Ihre erste Kamera war eine Rolleiflex, die ihr ein Fotograf geliehen hatte. Das Ehepaar, das sich als Jeanne und Arnaud Mandello aus Frankreich vorstellte, verdiente seinen Lebensunterhalt als Gesellschaftsfotografen der High Society von Montevideo und Punta del Este, die an der französischen Kultur orientiert war, sowie mit Fotoreportagen in Farbe für Tourismusmagazine. Sie wurden bald als „Los Mandello“ bekannt. In der Oberschicht der Stadt war Jeanne Mandello mit Kinderporträts erfolgreich, die 1943 in ihrer ersten Einzelausstellung Exposición del Niño. Fotografías artísticas de la Señora Jeanne Mandello in Montevideo gezeigt wurden. 1944 stellte das Paar erstmals gemeinsam aus. Ab den 1950er Jahren waren sie regelmäßig in Ausstellungen vertreten. Jeanne Mandello erhielt 1949 die uruguayische Staatsbürgerschaft, die sie laut Sandra Nagel bis an ihr Lebensende beibehielt.

### Barcelona
Während ihrer Ausstellung 1952 in Rio de Janeiro traf Jeanne Mandello den Journalisten Lothar Bauer (1905–1968) wieder, den sie schon aus Frankfurt kannte. 1953 trennte sie sich von Arno Grünebaum. Sie überließ ihm die gemeinsame Fotoausrüstung und das Recht, den Markennamen Mandello zu benutzen. Er kehrte nach Paris zurück, wo er als Fotograf und Maler tätig war. Sie zog zu Bauer nach Brasilien. Am 23. März 1955 heirateten sie in New York. Ab 1957 lebte das Ehepaar in Hamburg und Frankfurt, wo Bauer als Redakteur bei der Frankfurter Zeitung beschäftigt war. 1959 zogen sie nach Barcelona, weil Bauer dort als Auslandskorrespondent für die FAZ tätig wurde. Zwei Jahre nach Bauers Tod adoptierte sie ein Mädchen namens Isabel aus Uruguay. Jeanne Mandello arbeitete bis in die 1990er Jahre als freie Fotografin.

## Werk
Die meisten frühen Arbeiten von Jeanne Mandello in Deutschland und Frankreich gingen verloren. Bei ihrer Flucht aus Paris hatte sie Abzüge und Negative in ihrem Atelier in Frankfurt zurücklassen müssen, das bei einem Bombenangriff getroffen wurde. Die wenigen bewahrten Fotografien zeigen Mandellos nuanciertes Spiel mit Licht und Schatten schon in den 1920er Jahren, wie die Aufnahme Weiblicher Akt von 1928. Im Exil in Paris fand sie neue Inspirationen in den Strömungen der Neuen Sachlichkeit und des Surrealismus, bei Man Ray, Brassaï und Doisneau, die Fotografie neu definierten. Sie experimentierte mit Techniken der analogen Schwarzweißfotografie, mit ungewöhnlichen Kameraperspektiven, Bildausschnitten sowie Fotomontagen. Bereits in den 1930er Jahren machte sie sich den fotografischen „Unfall“ der Überbelichtung gestalterisch zu Nutze. Das originale Fotomaterial, Negative und das Archivmaterial, das im Atelier Mandello in Paris aufbewahrt war, wurde von der im Januar 1942 durchgeführten M-Aktion („M“ für Möbel) der NS-Dienststelle Westen geplündert und wahrscheinlich zerstört. Eine Wiedergutmachung hat Jeanne Mandello nach dem Krieg nicht beantragt.
In Montevideo lernte sie Künstler und Intellektuelle kennen, die in den 1920er/1930er Jahren in Europa gelebt und gearbeitet hatten und mit innovativen Ideen und Techniken nach Uruguay zurückgekommen waren, wie der konstruktivistische Maler Joaquín Torres García. Im Austausch mit den Exilanten aus Europa entstanden in Lateinamerika urbane künstlerische Bewegungen, an denen Grete Stern in Argentinien und Jeanne Mandello in Uruguay teilhatten. Zu den von Mandello Porträtierten gehörten neben García u. a. die Dichter Rafael Alberti und Jules Supervielle, die Fotografin und Malerin Florence Henri, die uruguayische Tänzerin Violeta López Lomba und der russische Choreograf Vaclav Veltcheck. In dieser Zeit schuf sie auch Selbstporträts. Auf der Suche nach neuen künstlerischen Ausdrucksformen erforschte sie die Möglichkeiten von Fotogrammen und Solarisation. Einige abstrakte Studien entstanden in Zusammenarbeit mit Arno Mandello.
Ein weiterer Schwerpunkt in Jeanne Mandellos Werk ist die Architekturfotografie, mit der sie schon in Paris begonnen hatte. In Uruguay dokumentierte sie die Entstehung und Geometrie moderner Stadtentwicklung. Sie schuf eine Fotoserie von Kinos und Plätzen in Montevideo, die Rafael Lorente Escudero entworfen hatte, von Gebäuden des Architekten Julio Vilamajó in Punta del Este und der von diesem 1945 als Urlaubsort konzipierten Villa Serrana. Farbe übersetzte sie in vielfältige Schattierungen zwischen Schwarz und Weiß. Auf einem ihrer bekanntesten Fotos vom Bau der neuen Architekturfakultät der Universidad de la República von Montevideo gehen Arbeiter Schutteimer auf ihren Schultern tragend. Der Entwurf des Gebäudes stammte von Román Fresnedo Siri, der als seine Haupteinflüsse die Bauhaus-Bewegung und Frank Lloyd Wright nannte.
Das Museu de Arte Moderna do Rio de Janeiro widmete Jeanne und Arnaud Mandello 1952 eine große Werkschau, mit der sie Anerkennung als Fotokünstler fanden. Die Ausstellung war ein Publikumserfolg und erhielt positive Kritiken, so dass sie bis 1953 verlängert wurde. J. Hellmut Freund, ein Exilant aus Berlin, besprach sie in dem von Susana Soca herausgegebenen Kulturmagazin La Licorne unter dem Titel Arte foto-gráfica: „Beide Mandellos sind grafische Gestalter des Lichts […] Auf überraschend subtile Weise übertragen sie die unendliche Vielfalt von Farben und Helligkeiten in eine Schwarzweiß-Technik, deren Nuancenspektrum unglaublich vielseitig und gleichzeitig sehr fein abgestimmt ist.“
In Barcelona hatte sie kein kommerzielles Studio mehr. Sie fotografierte mit ihrer Rolleiflex zum Vergnügen, weiterhin in Schwarzweiß-, vereinzelt auch in Farbe, stellte jedoch nicht mehr aus. Hauptsächlich nahm sie die moderne Architektur in den Blick, Straßenszenen und Details wie die Wäscheleine von 1965. Gelegentlich nahm sie Aufträge von Zeitschriften entgegen. In der Deutschen Bauzeitung erschien 1963 ein Artikel, illustriert mit Fotografien von Jeanne Mandello, über das Haus des Architekturverbandes Barcelona, das der katalanische Architekt Xavier Busquets Sindreu entworfen hatte mit Sgraffiti von Pablo Picasso an den Außenwänden des ersten Obergeschosses. Vor dem Gebäude porträtierte sie Joan Miró, überragt von der modernen Fassade. Zu ihrem 90. Geburtstag fand in Barcelona eine Retrospektive ihres Werks statt unter dem Titel Mandello. Fotografías 1928–1997. Ute Eskildsen schrieb im Vorwort des Katalogs, dass diese Ausstellung nicht nur als eine Hommage an Jeanne Mandello zu sehen sei, sondern „auch als eine Demonstration des Interesses, das Werken von Frauen entgegengebracht werden sollte“.
Den fotografischen Nachlass Jeanne Mandellos bewahren ihre Tochter Isabel Mandello de Bauer (Barcelona) und ihr Neffe James Bauer (New York). Sie rekonstruierten zusammen mit der deutschen Kuratorin Sandra Nagel Leben und Werk der Fotografin und machen es der Öffentlichkeit zugänglich. Nach Einschätzung von Ute Eskildsen ist Jeanne Mandello in Deutschland weniger bekannt als andere avantgardistische Fotografinnen der Weimarer Republik wie Ellen Auerbach oder Ilse Bing, weil sie im Unterschied zu diesen ihr Fotomaterial nicht retten konnte. Laut Sandra Nagel hat Mandello ihre Zeit in Uruguay als ihre glücklichste erlebt, weil sie dort eine größere Freiheit als anderswo hatte, ihre Vorstellungen von ihrem Beruf und ihrer Ästhetik als Fotografin umzusetzen. Sie sei als Künstlerin jedoch „staatenlos“ geblieben. In ihren Arbeiten vermischten sich die Stilrichtungen des Deutschlands der 1920er Jahre mit den Einflüssen des Vorkriegs-Paris und Südamerikas, aus denen sie ihren eigenen Stil entwickelt habe.
Erstmals in Deutschlands präsentierte Das Verborgene Museum in Berlin die von Flucht und Emigration überschatteten Lebens- und Werkgeschichten von Jeanne Mandello und Gerti Deutsch 2016 in einer gemeinsamen Ausstellung. Die Exponate von Mandello stammten größtenteils aus ihrem Schaffen nach 1945, einige aus früheren Jahren. Über Mandellos Fotokunst resümierte Christina Steenken in der Taz: „Sie nimmt sich Zeit für jedes einzelne Foto und verzichtet auf gestellte Posen […] Fotografien von Pflanzen in Nahaufnahme, die teilweise wirken, als seien sie mit einem Mikroskop entstanden, unterstreichen Mandellos Interesse an klaren Formen. Ihre Bilder bestechen durch ein Höchstmaß an künstlerischem Aufbau, der den Aufnahmen Stabilität und Ruhe gibt.“

## Ausstellungen

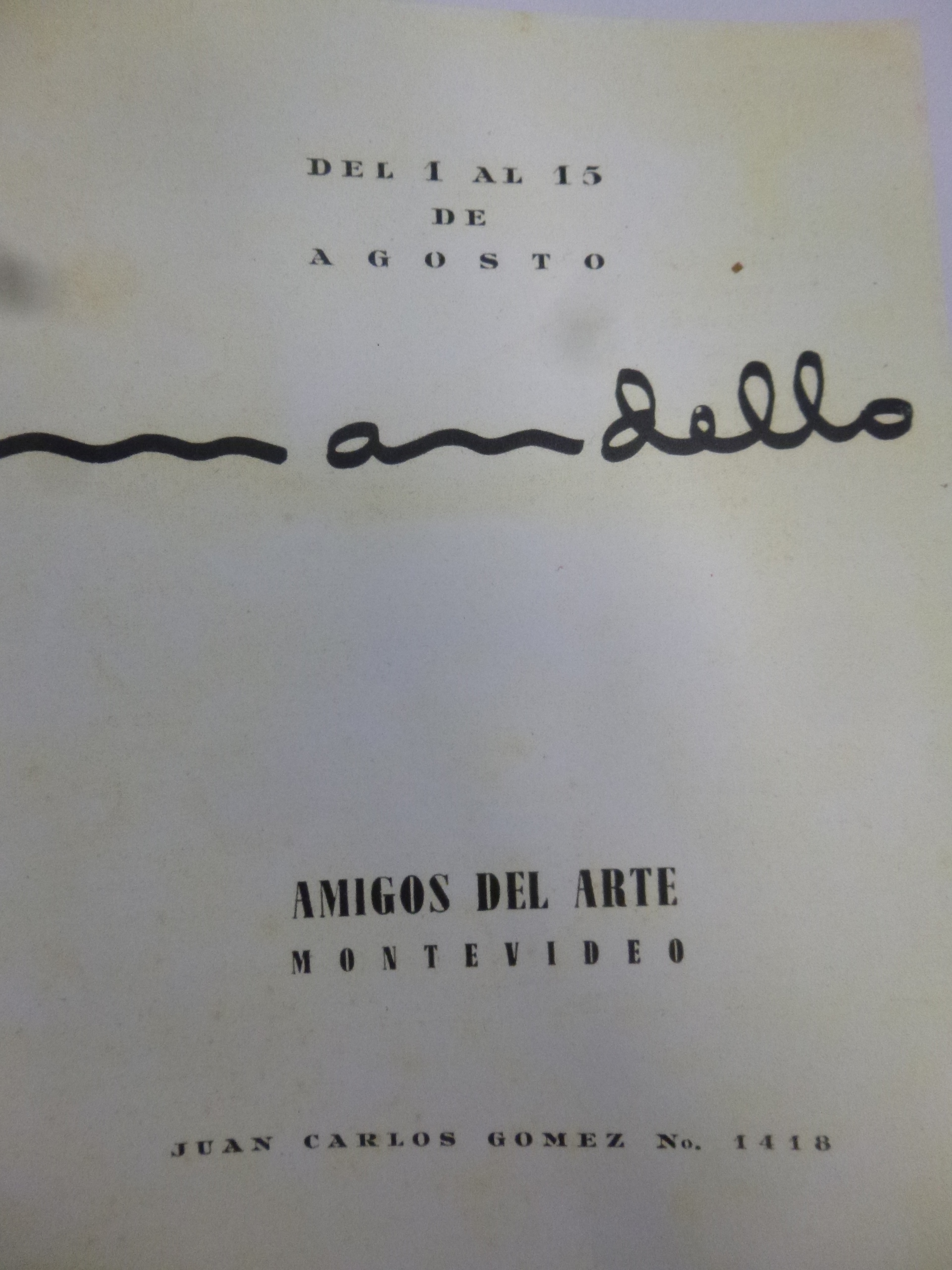
Plakat einer Ausstellung in Montevideo 1950

- 1943: Exposición del Niño. Fotografías artísticas de la Señora Jeanne Mandello. Montevideo.
- 1952/1953: Mandello (Jeanne Mandello und Arnaud Mandello). Museu de Arte Moderna, Rio de Janeiro.
- 1995: Les dones fotògrafes a la República de Weimar. 1919–1933. (Beteiligung), Fundación “La Caixa”, Barcelona.
- 1997: Mandello. Fotografías 1928–1997. Retrospektive zum 90. Geburtstag von Jeanne Mandello, kuratiert von Mercedes Valdivieso-Rodrigo. Sala de Exposiciones del Casal de Sarrià y Sala de Exposiciones del FAD (Foment de les Arts Decoratives), Barcelona.
- 2012/2013: Imágenes de una fotógrafa exiliada: Jeanne Mandello. Wanderausstellung in Uruguay und Argentinien.
- 2014: Ende eines Zeitalters. Künstlerische Praktiken und Techniken analoger Fotografie. (Beteiligung) Museum Folkwang, Essen.[28]
- 2016: Jeanne Mandello. Una mirada hacia la arquitectura nacional (Ein Blick auf die nationale Architektur), Facultad de Arquitectura, Diseño y Urbanismo (Universidad de Buenos Aires) in Zusammenarbeit mit dem Goethe-Institut, Buenos Aires
- 2016/2017: Gerti Deutsch & Jeanne Mandello. Schicksal Emigration. Das Verborgene Museum Berlin in Zusammenarbeit mit dem Nachlass Mandello, Barcelona/New York.
- 2018: De l’autre côté. Photographies de Jeanne Mandello, Hildegard Rosenthal et Grete Stern. Maison de l’Amérique latine, Paris.

## Anmerkung
1. ↑  Laut Muriel de Bastier fanden sich keine Nachweise über eine Internierung Mandellos im Lager Gurs. Doch es sei nicht ausgeschlossen, dass sie dort interniert war. In: Jeanne Mandello de Bauer, ou la mémoire disparue d’une photographe / Jeanne Mandello de Bauer – oder das verlorene Vermächtnis einer Fotografin. S. 336.

| Personendaten    | Personendaten                                |
| ---------------- | -------------------------------------------- |
| NAME             | Mandello, Jeanne                             |
| ALTERNATIVNAMEN  | Mandello, Johanna; Mandello de Bauer, Jeanne |
| KURZBESCHREIBUNG | deutsche Fotografin                          |
| GEBURTSDATUM     | 18. Oktober 1907                             |
| GEBURTSORT       | Frankfurt am Main                            |
| STERBEDATUM      | 17. Dezember 2001                            |
| STERBEORT        | Barcelona                                    |